# DNA polymeráza δ
DNA polymeráza δ (Pol δ, tedy delta) je významná eukaryotická DNA polymeráza – účastní se replikace DNA a opravy DNA. Skládá se z jedné hlavní heterodimerní části („core“–jádro), která je složena ze dvou podjednotek o celkové molekulové relativní hmotnosti 175 KDa, a několika volně připojených podjednotek s nejasnou funkcí.

## Funkce
Konkrétní role této DNA polymerázy během replikace je poněkud nejasná. Je známo, že je schopná kopírovat vedoucí (leading) i opožďující se (lagging) řetězec DNA, poté, co ji převezme od DNA polymerázy α (která má primázovou aktivitu). Dále je tato polymeráza schopná proofreadingu, tedy zpětné kontroly přiřazených bází. Rovněž zřejmě v určitých případech opravuje tento enzym chyby v DNA, vzniklé například vlivem UV záření či chemikálií.
Tato DNA polymeráza se asociuje se svíracím proteinem, který zvyšuje její procesivitu.